# Oasis (álbum)
Oasis é um álbum colaborativo do cantor colombiano J Balvin e do rapper porto-riquenho Bad Bunny, lançado em 28 de junho de 2019. A dupla já havia colaborado anteriormente no single "I Like It" de Cardi B em 2018. "Qué Pretendes" foi lançado como single principal com um vídeo ao lado do álbum, mais tarde seguido por "La Canción", "Yo Le Llego" e "Cuidao por Ahí".

## Antecedentes
O Oasis foi provocado pela primeira vez durante uma entrevista de J Balvin com o apresentador de rádio Ebro Darden do Beats 1 e foi anunciado pela primeira vez durante uma entrevista ao Complex em setembro de 2018. O álbum deve ser considerado como um som novo e "refrescante". Em um comunicado à imprensa, Bad Bunny chamou de "um álbum transcendental e refrescante; é um resgate, um alívio", enquanto J Balvin disse que os dois "sempre parecem estar no mesmo comprimento de onda, como ele gosta do mesmo que eu gosto".

## Lista de faixas
Adaptado do Apple Music, com créditos adaptados do Tidal.
| N.º            | Título                                           | Compositor(es)                                                               | Produtor(es)        | Duração |  |
| 1.             | "Mojaita"                                        | Benito Martinez José Osorio Alejandro Ramírez                                | Sky                 | 3:07    |  |
| 2.             | "Yo Le Llego"                                    | Martinez Osorio Marco Masís                                                  | Albert Hype         | 4:09    |  |
| 3.             | "Cuidao por Ahí"                                 | Martinez Osorio Masís Jesús Nieves                                           | Tainy               | 3:18    |  |
| 4.             | "Qué Pretendes"                                  | Martinez Osorio Ramírez Daniel Taborda                                       | Sky                 | 3:42    |  |
| 5.             | "La Canción"                                     | Martinez Osorio Ramírez Jose Arroyo                                          | Nicael Arroyo       | 4:02    |  |
| 6.             | "Un Peso" (com participação de Marciano Cantero) | Martinez Osorio Masís Ramírez Horacio Cantero                                | Tainy               | 4:37    |  |
| 7.             | "Odio"                                           | Martinez Osorio Ramírez Luián Malavé Hector Ramos Edgar Semper Xavier Semper | Sky Hear This Music | 4:30    |  |
| 8.             | "Como un Bebé" (com participação de Mr Eazi)     | Martinez Osorio Masís Ramírez Jose Arce                                      | Legendury Beatz     | 3:38    |  |
| Duração total: | Duração total:                                   | Duração total:                                                               | Duração total:      | 31:03   |  |

## Desempenho nas paradas musicais
| Tabela musical (2019)             | Maior posição |
| --------------------------------- | ------------- |
| Bélgica (Ultratop Flandres)       | 129           |
| Bélgica (Ultratop Valônia)        | 126           |
| Canadá (Billboard)                | 37            |
| Espanha (PROMUSICAE)              | 60            |
| Estados Unidos (Billboard 200)    | 9             |
| Estados Unidos (Top Latin Albums) | 1             |
| França (SNEP)                     | 95            |
| Itália (FIMI)                     | 34            |
| Noruega (VG-lista)                | 30            |
| Países Baixos (Dutch Charts)      | 17            |
| Suécia (Sverigetopplistan)        | 25            |
| Suíça (Schweizer Hitparade)       | 22            |

## Vendas e certificações
| Região                                                        | Certificação | Vendas   |
| ------------------------------------------------------------- | ------------ | -------- |
| Estados Unidos (RIAA)                                         | 2× Platina   | 120,000‡ |
| ‡vendas+valores de streaming baseados somente na certificação |              |          |